# Jeff Gordon
Jeffrey Michael Gordon ou Jeff Gordon (Vallejo, Califórnia, 4 de Agosto de 1971) é um ex-automobilista americano que pilotou por 23 anos na Nascar, sempre pela equipe Hendrick Motorsports. É considerado um dos principais pilotos de automóvel da história dos Estados Unidos.

## Carreira

### Início
Sua carreira no automobilismo começou cedo, com apenas 5 anos, aos 6 ele venceu 35 etapas do campeonato disputado no oeste americano, em 1979 Gordon venceu seu primeiro campeonato nacional e no ano seguinte conquistou a impressionante marca de 45 vitórias em 50 disputadas sendo que em todas elas ele conquistou a volta mais rápida.
Gordon também foi campeão National Midget Champion.

### Outras Competições
Jeff Gordon foi convidado para participar por 6 anos seguidos entre 1995 e 2000 o International Race of Champions, porém seu desempenho foi mediocre conquistando apenas 1 vitória nesses anos. Houve convites em anos posteriores, mas devido a compromissos com a NASCAR não pode participar.
Gordon venceu a Corrida dos Campeões disputada na Espanha no ano de 2002 pela equipe dos Estados Unidos junto com Jimmie Johnson e Colin Edwards vencendo a Itália.

### NASCAR

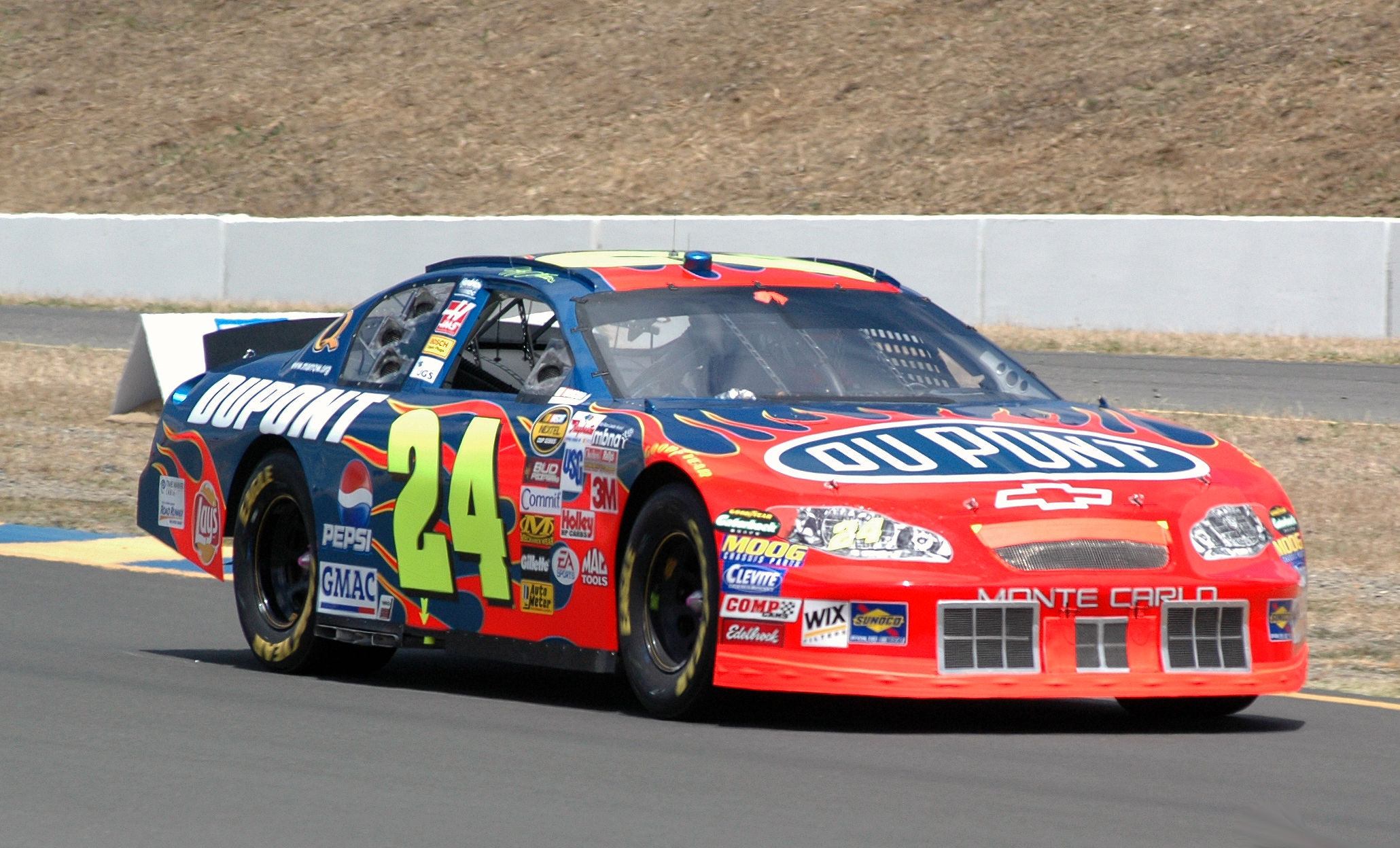
Carro de Jeff Gordon na NASCAR em 2005.

A história de Gordon na NASCAR começou em 1990 com 3 provas realizadas na Busch Series (agora Xfinity Series) com o carro #67 da Pontiac.
Para 1991 foi contratado por Bill Davis para dirigir por um carro Ford a temporada inteira da Busch conquistando o prêmio de novato do ano, mas a primeira vitória só viria em 1992 no circuito de Atlanta. Neste mesmo ano disputou 2 provas pela divisão principal.
Em 1993, Jeff Gordon realizou sua primeira temporada completa na então Winston Cup (depois Nextel Cup, agora Sprint Cup) tornando-se o primeiro piloto da NASCAR a ser novato do ano nas duas principais divisões. Venceu sua primeira prova na divisão principal em 1994 no circuito de Charlotte e conquistou a vitória na prova inaugural em Indianapolis. Pilotou desde esse ano para a equipe Hendrick Motosports com o número #24 da Chevrolet.
O primeiro título da NASCAR veio em 1995 com 7 vitórias e 8 poles. Com essa conquista tornou-se o piloto mais jovem a vencer o título na era moderna (desde 1972).
No ano de 1996 mesmo com 10 vitórias em 31 provas não conseguiu conquistar o bi-campeonato da categoria que viria apenas no ano seguinte vindo por apenas 14 pontos de diferença para Dale Jarrett. O ano de 1997 também trouxe a primeira vitória nas 500 milhas de Daytona (Daytona 500).
O tri-campeonato veio logo no ano seguinte sendo consumado com 13 vitórias na temporada empatando com Richard Petty como maior vencedor em uma única temporada na era moderna.
1999 trouxe a segunda vitória na Daytona 500 e mais 6 durante o ano. Outro recorde alcançado desta vem em 2000 foi do piloto mais jovem com 50 vitórias na Nextel Cup que ocorreu em Talladega.
Em 2001 tornou-se tetra-campeão passando a ser o terceiro piloto mais vezes campeão da NASCAR, conquista que veio com a terceira vitória em Indianapolis e mais de 10 milhões de dólares de premiação numa única temporada.
Terminou na quarta colocação nas temporadas de 2002 e 2003. Em 2004 terminou a temporada regular na liderança do campeonato, mas perdeu o título no playoff para Kurt Busch ficando na terceira colocação.
Jeff Gordon iniciou o ano de 2005 vencendo pela terceira vez na carreira a Daytona 500. Na sexta etapa, conquistou sua segunda vitória de maneira sensacional em Martinsville após estar 4 voltas atrás do líder devido a um parado nos pits. Sua terceira vitória no ano veio no Talladega e após o 2° lugar em Darlington na nona etapa chegou a segunda colocação no campeonato.
Mas a partir dessa etapa Gordon iniciou uma descendente no campeonato. Acidentes em Richmond, Charlotte, Dover e Chicago e problemas mecânicos em Sonoma e Loudon. Esses resultados ruins colocaram-o além da 10° posição e fora do Chase. As 10 últimas provas do ano trouxeram a quarta vitória e a 11° colocação no campeonato.
Em 2006, após 22 corridas, Jeff Gordon tinha vencido duas corridas: Infineon (Sonoma), e Chicagoland, onde nas voltas finais fez com que seu adversário Matt Kenseth batesse no muro.
Em 2013, fez um comercial com Pepsi, em uma pegadinha com um vendedor de test-drive, que se tornou viral na internet.
Em 2015, Jeff Gordon anunciou sua aposentadoria no início da temporada, fez uma temporada discreta, fez a pole position para Daytona 500, mas se envolveu num acidente prejudicando sua corrida. Na Brickyard 400, pista que é o maior vencedor, também se acidentou e terminou em penúltimo. Mas apesar de tudo se classificou ao Chase, onde conseguiu uma vitória em Martinsville,e assim se classificando automaticamente para o Champioship Round ou Final Four, ao lado de Kyle Busch, Kevin Harvick, e Martin Truex Jr.. Os 4 chegaram empatados na última prova, quem terminasse na frente na última etapa, se tornaria campeão, Jeff acabou chegando em 3º, mas ainda sim, um belo resultado para sua temporada de despedida da NASCAR.
Em 2016, ele voltou na NASCAR para substituir Dale jr.,nas provas de Brickyard 400 e Pennsylvania 400

## Principais vitórias

### NASCAR -Sprint Cup
- 1994 - Coca-Cola 600 (Charlotte) e Brickyard 400 (Indianapolis)
- 1995 - Goodwrench 500 (Carolina do Norte), Purolator 500 (Atlanta), Food City 500 (Bristol), Pepsi 400 (Daytona), Slick 50 300 (Loudon), Mountain Dew Southern 500 (Darlington) e MBNA 500 (Dover)
- 1996 - TranSouth Financial 400 (Darlington), Pontiac Excitement 400 (Richmond), Miller 500 (Dover), UAW-GM Teamwork 500 (Pocono), DieHard 500 (Talladega), Mountain Dew Southern 500 (Darlington), Food City 500 (Bristol), Tyson Holly Farms 400 (North Wilkesboro), MBNA 500 (Dover) e Hanes 500 (Martinsville)
- 1997 - Daytona 500 (Daytona), Goodwrench Service 400 (Carolina do Norte), Food City 500 (Bristol), Goody's Headache Powder 500 (Martinsville), Coca-Cola 600 (Charlotte), Pocono 500 (Pocono), California 500 (Fontana), The Bud At The Glen (Watkins Glen), Mountain Dew Southern 500 (Darlington) e CMT 300 (Loudon)
- 1998 - KMart/Dura Lube 400 (Carolina do Norte), Food City 500 (Bristol), Coca-Cola 600 (Charlotte), Save Mart/Kragen 350 (Sonoma), Pennsylvania 500 (Pocono), Brickyard 400 (Indianapolis), The Bud At The Glen (Watkins Glen), Pepsi 400 (Michigan), Farm Aid on CMT 300 (Loudon), Pepsi Southern 500 (Darlington), Pepsi 400 (Daytona), ACDelco 400 (Carolina do Norte) e NAPA 500 (Atlanta)
- 1999 - Daytona 500 (Daytona), Cracker Barrel Old Country Store 500 (Atlanta), California 500 (Fontana), Save Mart/Kragen 350 (Sonoma), Frontier @ the Glen (Watkins Glen), NAPA Autocare 500 (Martinsville) e UAW-GM Quality 500 (Charlotte)
- 2000 - DieHard 500 (Talladega), Save Mart/Kragen 350 (Sonoma) e Chevrolet Monte Carlo 400 (Richmond)
- 2001 - UAW-DaimlerChrysler 400 (Las Vegas), MBNA Platinum 400 (Dover), Kmart 400 (Michigan), Brickyard 400 (Indianapolis), Global Crossing at the Glen (Watkins Glen) e Protection One 400 (Kansas)
- 2002 - Sharpie 500 (Bristol), Mountain Dew Southern 500 (Darlington) e Protection One 400 (Kansas)
- 2003 - Virginia 500 (Martinsville), Subway 500 (Martinsville) e Bass Pro Shops MBNA 500 (Atlanta)
- 2004 - Aaron's 499 (Talladega), Auto Club 500 (Fontana), Dodge/Save Mart 350 (Sonoma), Pepsi 400 (Daytona) e Brickyard 400 (Indianapolis)
- 2005 - Daytona 500 (Daytona), Advance Auto Parts 500 (Martinsville), Aaron's 499 (Talladega) e Subway 500 (Martinsville)
- 2006 - Dodge/Save Mart 350 (Sonoma) e USG Sheetrock 400 (Chicago)
- 2007 - Subway Fresh 500 (Phoenix), Aaron's 499 (Talladega) , UAW-Ford 500 (Talladega) , Bank of America 500 (Charlotte) , Pocono 500 (Pocono) e Dodge Avenger 500 (Darlington)
- 2009 - Samsung/Radio Shack 500 (Texas)
- 2011 - Subway Fresh Fit 500 (Phoenix), 5-hour Energy 500 (Pocono) e AdvoCare 500 (Atlanta)
- 2012 - Pennsylvania 400 (Pocono) e Ford EcoBoost 400 (Homestead-Miami)
- 2013 - Goody's Headache Relief Shot 500 (Martinsville)
- 2014 - 5-hour Energy 400 (Kansas), Brickyard 400 (Indianápolis), Pure Michigan 400 (Michigan) e AAA 400 (Dover)
- 2015 - Goody's Headache Relief Shot 500 (Martinsville)

### NASCAR -Xfinity Series
- 1992 - Atlanta (x1) e Charlotte (x2)
- 1999 - Phoenix
- 2000 - Homestead-Miami

### International Race of Champions
- 1998 - Daytona

### Rolex 24 at Daytona
- 2017 - Rolex 24 at Daytona